# Natação nos Jogos Pan-Americanos de 2003 - 200 m peito masculino
O evento dos 200 m peito masculino nos Jogos Pan-Americanos de 2003 foi realizado em 15 de agosto de 2003. 

## Medalhistas
| Ouro   | USA Kyle Salyards    |
| Prata  | USA Sean Quinn       |
| Bronze | BRA Marcelo Tomazini |

## Recordes
| Recorde mundial       | Kosuke Kitajima (JPN) | 2:09.42 | 24 de julho de 2003  | Barcelona |
| Recorde pan-americano | Morgan Knabe (CAN)    | 2:14.73 | 05 de agosto de 1999 | Winnipeg  |

## Resultados
| Posição | Nadador                   | Eliminatórias | Eliminatórias | Final      |  |
| Posição | Nadador                   | Tempo         | Posição       | Tempo      |  |
| ------- | ------------------------- | ------------- | ------------- | ---------- |  |
| 1       | Kyle Salyards (USA)       | 2:16.76       | 1             | 2:13.37 GR |  |
| 2       | Sean Quinn (USA)          | 2:20.46       | 7             | 2:15.77    |  |
| 3       | Marcelo Tomazini (BRA)    | 2:19.91       | 5             | 2:15.87 SA |  |
| 4       | Thiago Pereira (BRA)      | 2:20.07       | 6             | 2:15.88    |  |
| 5       | Scott Dickens (CAN)       | 2:17.68       | 3             | 2:15.94    |  |
| 6       | Matt Mains (CAN)          | 2:16.83       | 2             | 2:16.46    |  |
| 7       | Juan Vargas (CUB)         | 2:19.80       | 4             | 2:19.16    |  |
| 8       | Alfredo Jacobo (MEX)      | 2:20.82       | 8             | 2:21.13    |  |
|         |                           |               |               |            |  |
| 9       | Bradley Ally (BAR)        | 2:22.38       | 10            | 2:21.60    |  |
| 10      | Francisco Suriano (ESA)   | 2:22.18       | 9             | 2:22.64    |  |
| 11      | Alvaro Fortuny (GUA)      | 2:22.52       | 11            | 2:23.22    |  |
| 12      | Hiram Carrion (PUR)       | 2:26.39       | 16            | 2:24.54    |  |
| 13      | José Romagoza (ESA)       | 2:26.28       | 15            | 2:24.77    |  |
| 14      | Cristián Soldano (ARG)    | 2:23.77       | 12            | 2:25.58    |  |
| 15      | Guillermo Henriquez (DOM) | 2:25.47       | 13            | 2:25.74    |  |
| 16      | Marcos Burgos (CHI)       | 2:25.81       | 14            | 2:26.08    |  |
|         |                           |               |               |            |  |
| 17      | Travano McPhee (BAH)      | 2:27.84       | 17            |            |  |
| 18      | Kevin Hensley (ISV)       | 2:30.80       | 18            |            |  |
| 19      | Alfonso Espinosa (DOM)    | 2:33.63       | 19            |            |  |